# Južnoafrička vaterpolska reprezentacija
Južnoafrička vaterpolska reprezentacija predstavlja državu Južnoafričku Republiku u športu vaterpolu. Dana 26. srpnja 2013. u trećem kolu skupine B SP-a izgubili su od Hrvatske 19:0 i to je prva utakmica na velikim natjecanjima u kojoj pobjednička momčad nije primila nijedan pogodak. U kvalifikacijama za SL 2009. JAR je pobijedila Libiju 60:0 i to je jedna od najvećih pobjeda u povijesti reprezentativnog vaterpola.

## Sastavi
- SP 2007.: Dwayne Flatscher, Etienne Le Roux, Joao De Carvalho, Kevin O'Brien, Wayne Cowden, Alastair Stewart, Marvyn Kilian, Ryan Bell, Rick Diesel, Karl Niehaus, Adam Kajee, Duncan Woods, Donn Stewart
izbornik: Vlado Trninić (Hrvatska)
- SP 2019.: Madi Lwazi, Etienne Le Roux, Timothy Rezelman, Nardus Badenhorst, Ethan Coryndon-Baker, Sven van Zyl, Jason Evezard, Nicholas Rodda, Dylan Cronje, Mark Spencer, Liam Neill, Donn Stewart, Keegan Clark; izbornik Paul Martin

## Nastupi na velikim natjecanjima

### Olimpijske igre
- 1952.: 9. – 12. mjesto
- 1960.: 9. – 12. mjesto
- 2020.: 12. mjesto

### Svjetska prvenstva
- 1994.: 15. mjesto
- 1998.: 14. mjesto
- 2005.: 15. mjesto
- 2007.: 14. mjesto
- 2009.: 15. mjesto
- 2011.: 16. mjesto
- 2013.: 15. mjesto
- 2019.: 12. mjesto
- 2022.: 12. mjesto

### Svjetske lige
- 2009.: 8. mjesto
- 2010.: 8. mjesto

### Svjetski kupovi
- 2014.: 8. mjesto
- 2018.: 8. mjesto

### Razvojni trofej FINA-e u vaterpolu
- 2013.: 7. mjesto